# Brachycephalus mariaeterezae
Brachycephalus mariaeterezae é uma espécie de anfíbio da família Brachycephalidae. Endêmica do Brasil, pode ser encontrada na Serra Queimada no município de Joinville, estado de Santa Catarina. O holótipo foi coletado na Reserva Particular do Patrimônio Natural Caetezal.
Seu nome é uma referência à conservacionista brasileira Maria Tereza Jorge Pádua.